# Поникве (Бакар)
Поникве су насељено место у саставу града Бакра у Приморско-горанској жупанији, Република Хрватска.

## Историја
До територијалне реорганизације у Хрватској налазиле су се у саставу старе општине Ријека.

## Становништво
На попису становништва 2011. године, Поникве су имале 45 становника.